# Lieutenant ter Zee Victor Billet (F910)
Le Lieutenant ter Zee Victor Billet (F910) est une frégate belge entrée en service de la Force Navale le 19 mars 1947.

C'est l'ancienne frégate américaine de lutte contre les sous-marins de classe Tacoma le Sheboygan (PF-57).

## Marine américaine
L'USS Sheygoban (PF-57) fut le seul navire américain à porter le nom de la ville de Sheboygan dans le Wisconsin.

Lancé en 1943, il fut mis en service comme frégate de patrouille à La Nouvelle-Orléans (Louisiane) avec le lieutenant commander A.J. Carpenter de la Garde-côtière américaine.

En 1944 il rejoint la base navale de Tampa en Floride comme  navire météorologique pour des missions météorologiques.

Il est désarmé le 9 août 1946.

## Marine belge
Vendu à la Belgique pour renforcer ses moyens navals en attente de futures constructions d'escorteurs et patrouilleurs divers, il est rebaptisé Lieutenant-ter zee Victor Billet (F910) en référence à Victor Billet, Lieutenant de vaisseau (Luitenant ter Zee en néerlandais) fondateur de la marine belge.

Désarmé en 1958, il est détruit en 1959.

### Sources
- (en) Cet article est partiellement ou en totalité issu de l’article de Wikipédia en anglais intitulé « USS Sheboygan (PF-57) » (voir la liste des auteurs).